# Respiratorische Sinusarrhythmie

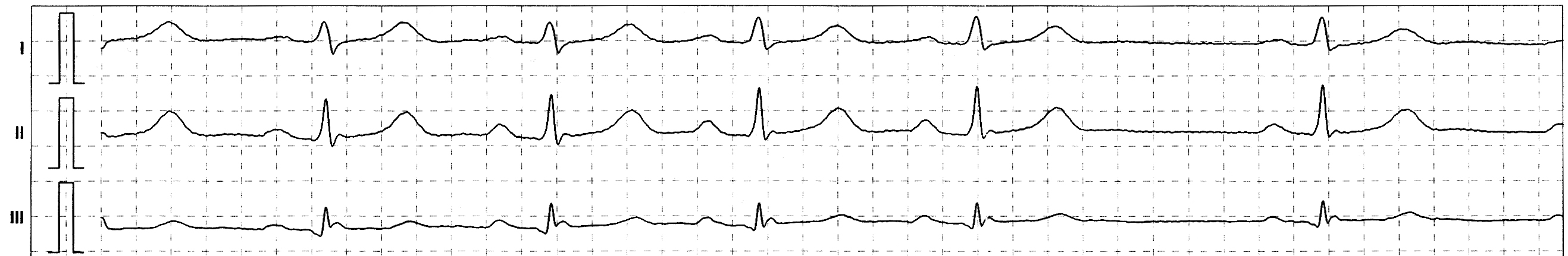
EKG mit respiratorischer Sinusarrhythmie

Die respiratorische Sinusarrhythmie (RSA), auch respiratorische Arrhythmie genannt, beschreibt die vor allem bei Jugendlichen häufig vorkommende atemsynchrone Schwankung der Herzfrequenz. Bei Einatmung erhöht sich die Herzfrequenz, bei Ausatmung sinkt sie wieder. 
Atemfrequenz und Herzfrequenz sind deutliche Rhythmen. Sie stehen in Bezug zueinander und dabei treten Schwankungen auf. RSA ist ein häufig untersuchter Parameter bzw. eine charakterisierende Eigenschaft der Interaktion zwischen Atmung und Herzfrequenz. Sie wurde erstmals 1860 von Petr Einbrodt (1835–1865) beschrieben.

## Begriff
Respiratio ist der lateinische Begriff für Atmung. Eine Arrhythmie bezeichnet in der Medizin die Unregelmäßigkeit insbesondere in Bezug auf das Herz, der Wortbestandteil sinus verweist darauf, dass der Ort der Erregungsbildung der Sinusknoten des Herzens ist. Im Gegensatz zu anderen Arrhythmien in der Medizin ist die RSA physiologisch. Was bedeutet, sie hat keinen Krankheitswert, sondern ist die körpereigene Vorgabe eines gesunden Organismus.

## Messung

Spektralanalyse

Die Messung der Respiratorischen Sinusarrhythmie ist ein etabliertes Standardverfahren in der autonomen Funktionsdiagnostik zur Überprüfung der autonomen Balance und der Parasympathikusaktivität.
Der Einfluss der Atmung auf den Herzschlag kann entweder über eine Messung des Pulses (mit Hilfe der Pulsoxymetrie) mittels Finger- oder Ohrclip, oder eines Elektrokardiogramms erfolgen. Zumeist rechnergestützt werden die entstehenden Kurven als Zeitreihe ausgewertet. Da die Respiratorische Sinusarrhythmie eine Hauptkomponente der Herzratenvariabilität ausmacht, ergibt sich näherungsweise eine sinusförmige Kopplung zwischen Atmung und Herzfrequenz.
Eine spezifischere Messung der Kopplung von Atmung und Herzschlag kann bei Messungen länger als 3 Minuten beispielsweise mittels der Spektralanalyse dargestellt werden. Sie dient der Feststellung, aus welchen Frequenzanteilen neben der Respiratorischen Sinusarrhythmie sich die Variabilität der Herzfrequenz zusammensetzt.
Quantität und Qualität der respiratorischen Sinusarrhythmie wird medizinisch-wissenschaftlich betrachtet anhand der Amplitude der Herzfrequenzveränderung innerhalb eines repräsentativen Atemzugs von 6 aufeinander folgenden Atemzügen beschrieben (E-I-Differenz, RSA).

## Physiologie
Die respiratorische Arrhythmie ist ein Normalbefund, der ausgeprägt bei Kindern und Jugendlichen auftritt. Die RSA kommt durch atmungsabhängige Veränderungen des Einflusses des Parasympathikus auf das Herz zustande. Beim Einatmen dehnen sich die Lungen, wodurch es zu einer Hemmung des Vagotonus und damit zu einem verstärkten Einfluss des Sympathikus auf das Herz kommt; die Herzfrequenz steigt an.
Mit zunehmendem Alter sinkt die Fähigkeit, diese flexible Reaktion des Herzschlages an die jeweiligen Erfordernisse herzustellen.
Eine übermäßig regelmäßige Herzfrequenz, die keine Zeichen einer respiratorischen Sinusarrhythmie aufweist, kann auf eine Asphyxie bei Neugeborenen hinweisen.

## Forschung
Die kardiorespiratorische Interaktion findet u. a. Bedeutung in der Säuglingsforschung, sowie in der Risikostratifizierung von Herzpatienten und Diabetikern.
Eine weitere Studie befasst sich mit der vegetativen Kontrolle der Herzfrequenz und ihrer Koordination mit dem respiratorischen System im Schlafen und Wachen.